# بقلة الأوجاع
بقلة الأوجاع أو كولنسونية كندية (الاسم العلمي: Collinsonia canadensis) هي نوع من النباتات يتبع جنس الكولنسونية من الفصيلة الشفوية. يُقال أن ضماد أوراقه يزيل الأوجاع.